# Тім Розон
Тімоті Джеймс Розон (англ. Timothy James Rozon; нар. 4 червня 1976) — канадський кіно і телеактор. Відомий ролями Томмі Квінсі у підлітковому телесеріалі каналу CTV «Наднова зоря», Метта Шітта в комедії CBC «Шиттс-Крік», Дока Голлідея у містичному телесеріалі-вестерні «Вайнона Ерп» і Люка Романа в містичній драмі «Привиди на продаж».

## Фільмографія
| Рік       |    | Українська назва      | Оригінальна назва          | Роль                                         |
| --------- | -- | --------------------- | -------------------------- | -------------------------------------------- |
| 2000      | тф | Великий Гетсбі        | The Great Gatsby           | денді                                        |
| 2003      | тф | Зверніться до Джейн   | See Jane Date              | офіціант                                     |
| 2004      | ф  | Чистий                | Pure                       | Сем                                          |
| 2004      | тф | Злочини моди          | Crimes of Fashion          | Маркус                                       |
| 2004      | тф |                       | I Do (But I Don't)         | Рік Коріна                                   |
| 2004      | с  | Голий Джош            | Naked Josh                 | Чарльз (серія «Гра, налаштування, матч»)     |
| 2004      | с  | Голий Джош            | Naked Josh                 | Чарльз (серія «Гра, налаштування, матч»)     |
| 2004      | с  | Школа перших ракеток  | 15/Love                    | Джиммі Кейн (серія «Захмарна репутація»)     |
| 2004      | с  |                       | Fries With That?           | Джон Сміт (серія «Хлопець під прикриттям»)   |
| 2004—2008 | с  | Наднова зоря          | Instant Star               | Томмі Квінсі (головна роль, 52 серій)        |
| 2006      | ф  |                       | Duo                        | Льюїс                                        |
| 2006      | ф  | Кінець лінії          | End of the Line            | Джон                                         |
| 2007      | ф  |                       | 2 Strangers and a Foosball | Дюк                                          |
| 2008      | ф  |                       | Production Office          | Дабл Ді                                      |
| 2008      | кф |                       | Fire and Fury              | Клод                                         |
| 2008      | с  |                       | Would Be Kings             | Том                                          |
| 2009      | ф  |                       | Long Gone Day              | Крістіан Локк                                |
| 2009      | ф  | Крикуни 2: Полювання  | Screamers: The Hunting     | Мейдден                                      |
| 2009      | с  | Дикі троянди          | Wild Roses                 | Бріггс (5 серій)                             |
| 2009      | с  | Той, хто читає думки  | The Listener               | Пітер Гарвін (серія «Охоронець моєї сестри») |
| 2010      | ф  |                       | Territories                | Габріель                                     |
| 2010      | ф  |                       | St. Roz                    | Нейл                                         |
| 2010      | с  | Копи-новобранці       | Rookie Blue                | Гейб Лессінг (серія «Takedown»)              |
| 2011      | тф |                       | Befriend and Betray        | Алекс Кейн                                   |
| 2011      | с  | Гаряча точка          | Flashpoint                 | Алекс Карсон (серія «Я б зробив будь-що»)    |
| 2011      | с  | Проти стіни           | Against The Wall           | Шейн (серія «Хороший поліцейський»)          |
| 2011      | с  | 18 для життя          | 18 to Life                 | модель (серія «15 хвилин сорому»)            |
| 2013      | мф | Легенда про Сарілу    | The Legend of Sarila       | Путулік                                      |
| 2013      | тф |                       | A Sister's Revenge         | Майкл Міллер                                 |
| 2013      | с  | Загублена             | Lost Girl                  | Массімо «Друїд» (5 серій)                    |
| 2013      | с  |                       | Heartland                  | Ерік Вільямс (серія «Точка перелому»)        |
| 2014      | с  | Бути людиною          | Being Human                | Ендрю (5 серій)                              |
| 2014      | с  | 19-2                  | 19-2                       | Річард (2 серії)                             |
| 2015—2017 | с  | Шиттс-Крік            | Schitt's Creek             | Матт Шітт (23 серії)                         |
| 2016—2021 | с  | Вайнона Ерп           | Wynonna Earp               | Док Голлідей (головна роль)                  |
| 2017      | с  | В надії на порятунок  | Saving Hope                | Спенсер Волш (серія «Блюз дня народження»)   |
| 2018      | тф | Лейк-Плесід: Спадщина | Lake Placid: Legacy        | Сем                                          |
| 2020      | с  |                       | Vagrant Queen              | Ісаак Стеллінг (10 серій)                    |
| 2021      | с  | Привиди на продаж     | Surreal Estate             | Люк Роман                                    |